# Општина Аријага (Чијапас)
Аријага (шп. Arriaga) општина је у Мексику у савезној држави Чијапас. Општина се налази на надморској висини од 62 м.

## Становништво
Према подацима из 2010. у општини је живело 40042 становника.

### Хронологија
| Година       | 2000                  | 2005                  | 2010                  |
| ------------ | --------------------- | --------------------- | --------------------- |
| Становништво | 37989 (18760 / 19229) | 38572 (18815 / 19757) | 40042 (19534 / 20508) |

### Попис
| \| \| м \| \| \| ж \| \| 0—2 \| 1.083 \| \| \| 987 \| \| 3—5 \| 1.205 \| \| \| 1.155 \| \| 6—11 \| 2.402 \| \| \| 2.316 \| \| 12—14 \| 1.262 \| \| \| 1.214 \| \| 15—17 \| 1.290 \| \| \| 1.248 \| \| 18—24 \| 2.130 \| \| \| 2.252 \| \| 60+ \| 2.180 \| \| \| 2.427 \| \| Просек : \| 29,4 \| \| \| 30,6 \| |       |  |  |       |
| |       |  |  |       |
| | м     |  |  | ж     |
| 0—2 | 1.083 |  |  | 987   |
| 3—5 | 1.205 |  |  | 1.155 |
| 6—11 | 2.402 |  |  | 2.316 |
| 12—14 | 1.262 |  |  | 1.214 |
| 15—17 | 1.290 |  |  | 1.248 |
| 18—24 | 2.130 |  |  | 2.252 |
| 60+ | 2.180 |  |  | 2.427 |
| Просек : | 29,4  |  |  | 30,6  |

| #   | Индикатор                                                                                        | Вредност |
| --- | ------------------------------------------------------------------------------------------------ | -------- |
| 1   | Становништво од 0 до 2 године                                                                    | 2070     |
| 2   | Мушко становништво од 0 до 2 године                                                              | 1083     |
| 3   | Женско становништво од 0 до 2 године                                                             | 987      |
| 4   | Становништво са 3 и више година                                                                  | 37936    |
| 5   | Мушко становништво са 3 и више година                                                            | 18431    |
| 6   | Женско становништво са 3 и више година                                                           | 19505    |
| 7   | Становништво са 5 и више година                                                                  | 36367    |
| 8   | Мушко становништво са 5 и више година                                                            | 17626    |
| 9   | Женско становништво са 5 и више година                                                           | 18741    |
| 10  | Становништво са 12 и више година                                                                 | 30858    |
| 11  | Мушко становништво са 12 и више година                                                           | 14824    |
| 12  | Женско становништво са 12 и више година                                                          | 16034    |
| 13  | Становништво са 15 и више година                                                                 | 28382    |
| 14  | Мушко становништво са 15 и више година                                                           | 13562    |
| 15  | Женско становништво са 15 и више година                                                          | 14820    |
| 16  | Становништво са 18 и више година                                                                 | 25844    |
| 17  | Мушко становништво са 18 и више година                                                           | 12272    |
| 18  | Женско становништво са 18 и више година                                                          | 13572    |
| 19  | Становништво од 3 до 5 година                                                                    | 2360     |
| 20  | Мушко становништво од 3 до 5 година                                                              | 1205     |
| 21  | Женско становништво од 3 до 5 година                                                             | 1155     |
| 22  | Становништво од 6 до 11 година                                                                   | 4718     |
| 23  | Мушко становништво од 6 до 11 година                                                             | 2402     |
| 24  | Женско становништво од 6 до 11 година                                                            | 2316     |
| 25  | Становништво од 8 до 14 година                                                                   | 5643     |
| 26  | Мушко становништво од 8 до 14 година                                                             | 2895     |
| 27  | Женско становништво од 8 до 14 година                                                            | 2748     |
| 28  | Становништво од 12 до 14 година                                                                  | 2476     |
| 29  | Мушко становништво од 12 до 14 година                                                            | 1262     |
| 30  | Женско становништво од 12 до 14 година                                                           | 1214     |
| 31  | Становништво од 15 до 17 година                                                                  | 2538     |
| 32  | Мушко становништво од 15 до 17 година                                                            | 1290     |
| 33  | Женско становништво од 15 до 17 година                                                           | 1248     |
| 34  | Становништво од 18 до 24 године                                                                  | 4382     |
| 35  | Мушко становништво од 18 до 24 године                                                            | 2130     |
| 36  | Женско становништво од 18 до 24 године                                                           | 2252     |
| 37  | Женско становништво од 15 до 49 година                                                           | 10557    |
| 38  | Становништво са 60 и више година                                                                 | 4607     |
| 39  | Мушко становништво са 60 и више година                                                           | 2180     |
| 40  | Женско становништво са 60 и више година                                                          | 2427     |
| 41  | Однос између мушкараца и жена                                                                    | 95.25    |
| 42  | Становништво од нуле до 14 година                                                                | 11624    |
| 43  | Становништво од 15 до 64 године                                                                  | 25137    |
| 44  | Становништво од 65 година и више                                                                 | 3245     |
| 45  | Просечан број деце                                                                               | 2.56     |
| 46  | Становништво рођено у ентитету                                                                   | 37286    |
| 47  | Мушко становништво рођено у ентитету                                                             | 18213    |
| 48  | Женско становништво рођено у ентитету                                                            | 19073    |
| 49  | Становништво рођено у другом ентитету                                                            | 2600     |
| 50  | Мушко становништво рођено у другом ентитету                                                      | 1242     |
| 51  | Женско становништво рођено у другом ентитету                                                     | 1358     |
| 52  | Становништво од 5 година и више резидентно у ентитету у јуну 2005. године                        | 35088    |
| 53  | Мушко становништво старосног доба од 5 година и више, резидентно у ентитету у јуну 2005. године  | 16947    |
| 54  | Женско становништво старосног доба од 5 и више година, резидентно у ентитету у јуну 2005. године | 18141    |
| 55  | Становништво од 5 година и више које је живело у другом ентитету у јуну 2005. године             | 1027     |
| 56  | Мушко становништво старије од 5 година које је живело у другом ентитету у јуну 2005. године      | 518      |
| 57  | Женско становништво старије од 5 година које је живело у другом ентитету у јуну 2005. године     | 509      |
| 58  | Становништво од 3 године и више које говори аутохтони језик                                      | 247      |
| 59  | Мушко становништво старо 3 године и више које говори аутохтони језик                             | 127      |
| 60  | Женско становништво старо 3 године и више које говори аутохтони језик                            | 120      |
| 61  | Становништво од 3 године и више које говори аутохтони језик и не говори шпански језик            | 2        |
| 62  | Мушко становништво старо 3 године и више које говори аутохтони језик и не говори шпански         | 1        |
| 63  | Женско становништво старо 3 године и више које говори аутохтони језик и не говори шпански језик  | 1        |
| 64  | Становништво старо 3 године и више које говори аутохтони језик и шпански                         | 210      |
| 65  | Мушко становништво старо 3 године и више које говори аутохтони језик и шпански                   | 100      |
| 66  | Женско становништво старо 3 године и више које говори аутохтони језик и шпански                  | 110      |
| 67  | Становништво од 5 година и више које говори аутохтони језик                                      | 245      |
| 68  | Становништво од 5 година и више које говори аутохтони језик и не говори шпански језик            | 2        |
| 69  | Становништво од 5 година и више које говори аутохтони језик и говори шпански језик               | 210      |
| 70  | Становништво у домородачким домаћинствима                                                        | 611      |
| 71  | Становништво са ограничењима у активностима                                                      | 1891     |
| 72  | Становништво са ограниченим ходањем или кретањем, горе или доле                                  | 1053     |
| 73  | Становници са ограничењима вида, чак и уз кориштење сочива                                       | 559      |
| 74  | Становништво са ограничењима говора, комуникације или конверзације                               | 183      |
| 75  | Становништво са ограниченим слухом                                                               | 178      |
| 76  | Становништво са ограничењима при одевању, купању или јелу                                        | 70       |
| 77  | Становништво са ограничењима у опажању или учењу једноставних ствари                             | 53       |
| 78  | Становништво са менталним ограничењима                                                           | 192      |
| 79  | Становништво без ограничења активности                                                           | 38019    |
| 80  | Становништво од 3 до 5 година које не похађа школу                                               | 836      |
| 81  | Мушко становништво од 3 до 5 година које не похађа школу                                         | 431      |
| 82  | Женско становништво од 3 до 5 година које не похађа школу                                        | 405      |
| 83  | Становништво од 6 до 11 година које не похађа школу                                              | 206      |
| 84  | Мушко становништво од 6 до 11 година које не похађа школу                                        | 115      |
| 85  | Женско становништво од 6 до 11 година које не похађа школу                                       | 91       |
| 86  | Становништво од 12 до 14 година које не похађа школу                                             | 204      |
| 87  | Мушко становништво од 12 до 14 година које не похађа школу                                       | 102      |
| 88  | Женско становништво од 12 до 14 година које не похађа школу                                      | 102      |
| 89  | Становништво од 15 до 17 година похађа школу                                                     | 1869     |
| 90  | Мушко становништво од 15 до 17 година похађа школу                                               | 950      |
| 91  | Женско становништво између 15 и 17 година живота у школи                                         | 919      |
| 92  | Становништво од 18 до 24 године похађа школу                                                     | 1172     |
| 93  | Мушко становништво од 18 до 24 године похађа школу                                               | 616      |
| 94  | Женско становништво од 18 до 24 године похађа школу                                              | 556      |
| 95  | Становништво од 8 до 14 година које не може да чита и пише                                       | 280      |
| 96  | Мушко становништво старосног доба од 8 до 14 година које не може да чита и пише                  | 154      |
| 97  | Женско становништво старосног доби од 8 до 14 година које не може да чита и пише                 | 126      |
| 98  | Становништво од 15 година и више које је неписмено                                               | 3487     |
| 99  | Мушко становништво од 15 година и више које је неписмено                                         | 1391     |
| 100 | Женско становништво од 15 година и више које је неписмено                                        | 2096     |
| 101 | Становништво старо 15 и више година без школовања                                                | 3167     |
| 102 | Мушко становништво старо 15 и више година без школовања                                          | 1284     |
| 103 | Женско становништво старо 15 и више година без школовања                                         | 1883     |
| 104 | Становништво старосног доба 15 и више година са непотпуним основним образовањем                  | 6036     |
| 105 | Мушко становништво старосног доба од 15 година и више са непотпуном основним образовањем         | 2833     |
| 106 | Женско становништво старосног доба 15 и више година са непотпуном основним образовањем           | 3203     |
| 107 | Становништво старо 15 и више година са комплетним основним образовањем                           | 4450     |
| 108 | Мушко становништво старо 15 година и више са комплетним основним образовањем                     | 2014     |
| 109 | Женско становништво старо 15 и више година са комплетним основним образовањем                    | 2436     |
| 110 | Становништво старосног доба 15 и више година са непотпуним средњим образовањем                   | 1565     |
| 111 | Мушко становништво старосног доба од 15 година и више са непотпуним средњим образовањем          | 825      |
| 112 | Женско становништво старосног доба од 15 година и више са непотпуним средњим образовањем         | 740      |
| 113 | Становништво старо 15 и више година са пуним секундарном образовањем                             | 5056     |
| 114 | Мушко становништво старосног доба од 15 година и више са пуним секундарном образовањем           | 2399     |
| 115 | Женско становништво старосног доба од 15 година и више са пуним секундарном образовањем          | 2657     |
| 116 | Становништво старије од 18 година са постосновним образовањем                                    | 7139     |
| 117 | Мушко становништво старије од 18 година са постосновним образовањем                              | 3755     |
| 118 | Женско становништво старије од 18 година са постосновним образовањем                             | 3384     |
| 119 | Просечна оцена школовања                                                                         | 7.27     |
| 120 | Просечан ниво образовања мушке популације                                                        | 7.58     |
| 121 | Просечан ниво образовања женског становништва                                                    | 6.99     |
| 122 | Економски активно становништво                                                                   | 15869    |
| 123 | Економски активна мушка популација                                                               | 11146    |
| 124 | Економски активна женска популација                                                              | 4723     |
| 125 | Становништво које није економски активно                                                         | 14851    |
| 126 | Мушко становништво које није економски активно                                                   | 3606     |
| 127 | Женско становништво које није економски активно                                                  | 11245    |
| 128 | Запослено становништво                                                                           | 15487    |
| 129 | Запослено мушко становништво                                                                     | 10852    |
| 130 | Запослено женско становништво                                                                    | 4635     |
| 131 | Незапослена популација                                                                           | 382      |
| 132 | Незапослена мушка популација                                                                     | 294      |
| 133 | Незапослена женска популација                                                                    | 88       |
| 134 | Становништво без права на здравствене услуге                                                     | 15439    |
| 135 | Становништво које има право на здравствене услуге                                                | 24550    |
| 136 | Становништво које има право на ИМСС                                                              | 6229     |
| 137 | Становништво које има право на социјално осигурање                                               | 1570     |
| 138 | Становништво које има право на државно социјално осигурање                                       | 636      |
| 139 | Становништво које има право на опште осигурање или здравствено осигурање за нову генерацију      | 15831    |
| 140 | Становништво које је било једном или није било у браку током 12 година и више                    | 9839     |
| 141 | Венчано или уједињено становништво од 12 година и више                                           | 17138    |
| 142 | Становништво које је било у браку или уједињено 12 година и више                                 | 3868     |
| 143 | Становништво са католичком религијом                                                             | 26888    |
| 144 | Протестанти, еванђелисти и библијски следбеници различити од еванђелиста                         | 8516     |
| 145 | Становништво са другим религијама различитим од претходних                                       | 10       |
| 146 | Становништво без религије                                                                        | 4528     |
| 147 | Укупно пописаних домаћинства                                                                     | 11275    |
| 148 | Пописна домаћинства на челу са мушкарцима                                                        | 8204     |
| 149 | Пописна домаћинства на челу са женама                                                            | 3071     |
| 150 | Становништво у пописним домаћинствима                                                            | 39969    |
| 151 | Становништво у пописним домаћинствима на челу са мушкарцима                                      | 30480    |
| 152 | Становништво у пописним домаћинствима на челу са женама                                          | 9489     |
| 153 | Укупно домаћинстава                                                                              | 13215    |
| 154 | Укупно насељених домаћинстава                                                                    | 11286    |
| 155 | Укупно приватних кућа                                                                            | 13204    |
| 156 | Насељени приватни домови                                                                         | 11275    |
| 157 | Укупно насељених приватних кућа                                                                  | 11285    |
| 158 | Ненасељене приватне куће                                                                         | 1427     |
| 159 | Појединачна домаћинства за привремену употребу                                                   | 502      |
| 160 | Становници у насељеним приватним кућама                                                          | 39969    |
| 161 | Насељеност станара у приватним становима                                                         | 3.54     |
| 162 | Просечно становника по соби у приватним насељеним домаћинствима                                  | 1.21     |
| 163 | Појединачна домаћинства са подовима од различитих материјала од земље                            | 10747    |
| 164 | Појединачна домаћинства у приземљу                                                               | 500      |
| 165 | Појединачна домаћинства са једном спаваћом собом                                                 | 6054     |
| 166 | Појединачна домаћинства са две спаваће собе и више                                               | 5201     |
| 167 | Појединачна домаћинства са једним собом                                                          | 1654     |
| 168 | Појединачна домаћинства са две собе                                                              | 2890     |
| 169 | Појединачна домаћинства са 3 собе и више                                                         | 6707     |
| 170 | Појединачна домаћинства која имају електрично светло                                             | 11043    |
| 171 | Појединачна домаћинства која немају електрично светло                                            | 213      |
| 172 | Појединачна домаћинства која имају водоводну воду у стамбеном простору                           | 6854     |
| 173 | Појединачна домаћинства која немају водоводну воду у стамбеном простору                          | 4396     |
| 174 | Појединачна домаћинства која имају тоалет                                                        | 10648    |
| 175 | Појединачна домаћинства која имају канализацију                                                  | 10635    |
| 176 | Појединачна домаћинства која немају канализацију                                                 | 605      |
| 177 | Појединачна домаћинства која имају електрично светло, довод воде из јавне мреже и канализацију   | 6658     |
| 178 | Појединачна домаћинства без икаквих услова                                                       | 504      |
| 179 | Појединачна домаћинства која имају радио                                                         | 7635     |
| 180 | Појединачна домаћинства која имају телевизор                                                     | 10064    |
| 181 | Појединачна домаћинства која имају фрижидер                                                      | 8905     |
| 182 | Појединачна домаћинства која имају машину за веш                                                 | 5768     |
| 183 | Појединачна домаћинства која имају аутомобил или комби                                           | 2154     |
| 184 | Појединачна домаћинства која имају рачунар                                                       | 1256     |
| 185 | Појединачна домаћинства која имају фиксну телефонску линију                                      | 2155     |
| 186 | Појединачна домаћинства која имају мобилни телефон                                               | 5221     |
| 187 | Појединачна домаћинства која имају приступ интернету                                             | 631      |